# トヨタ・コニック・プロ
トヨタ・コニック・プロ株式会社（英: TOYOTA CONIQ Pro, Inc）は、トヨタ自動車と電通グループ出資のマーケティング会社である。本社を東京都千代田区に置く。

## 概要
1949年（昭和24年）、株式会社南北社として設立。1999年（平成11年）にトヨタ自動車の100%子会社となり、2000年（平成12年）に社名を株式会社デルフィスに変更。2009年（平成21年）12月にはトヨタ自動車の完全子会社で、マーケティング関連子会社の統括会社として新たに設立された株式会社トヨタモーターセールス&マーケティングの100%子会社となった。2015年（平成27年）7月にトヨタモーターセールス&マーケティングがトヨタ自動車に吸収合併されたため、再びトヨタ自動車株式会社の100%子会社となった。
2021年（令和3年）、電通グループの出資を受け、トヨタ・コニック・ホールディングス株式会社（現：トヨタ・コニック株式会社）を設立。その子会社として、承継会社であるトヨタ・コニック・プロが設立された。

## 沿革
- 1946年（昭和21年）10月 - 小森源四郎により南北社として東京都京橋区銀座にて創業[3]。
- 1949年（昭和24年）3月 - 株式会社南北社として設立。千代田区有楽町に移転[3]。
- 1959年（昭和34年）11月 - 本社を中央区銀座西6丁目（現・銀座6丁目）の朝日ビルに移転[3]。
- 1966年（昭和41年）8月 - 個人で株式を取得し筆頭株主となったトヨタ自動車販売株式会社（現・トヨタ自動車）社長の神谷正太郎が社長に就任[3]。
- 1971年（昭和46年）9月 - 本社を銀座3丁目の丸八銀座ビルに移転[3]。
- 1973年（昭和48年）3月 - トヨタ自動車販売が資本参加する[3]。
- 1987年（昭和62年）2月 - 本社を中央区八丁堀のトヨタ八丁堀ビルに移転[3]。
- 1995年（平成3年）11月 - 株式会社設計機構（現・デルフィス・ドライブ）を子会社化[3]。
- 1999年（平成11年）3月 - トヨタ自動車の100%子会社となる[3]。
- 2000年（平成12年）
  - 1月 - 株式会社デルフィスに商号を変更[3]。
  - 8月 - 本社を千代田区九段南のトヨタ九段ビルに移転[3]。
- 2002年（平成14年）3月 - ISO14001認証を取得。
- 2005年（平成17年）5月 - ISMS、BS7799認証を取得。
- 2009年（平成21年）12月 - 株式会社トヨタモーターセールス&マーケティングの100%子会社となる[3]。
- 2015年（平成27年）
  - 7月 - 再びトヨタ自動車の100%子会社となる[3]。
  - 9月 - 本社を現在地に移転[3]。
- 2021年（令和3年）1月 - トヨタ自動車と電通グループが出資し新設する持株会社トヨタ・コニック・ホールディングス株式会社（現：トヨタ・コニック株式会社）の完全子会社となり、商号をトヨタ・コニック・プロ株式会社に変更[4][5]。

## 事業所
- 本社（東京都千代田区）
- 名古屋支社（愛知県名古屋市東区）
- 大阪支社（大阪府大阪市中央区）

## 関連会社
- トヨタ・コニック株式会社